# Madison County (Missouri)
Das Madison County ist ein County im US-amerikanischen Bundesstaat Missouri. Im Jahr 2020 hatte das County 12.626 Einwohner und eine Bevölkerungsdichte von 9,8 Einwohnern pro Quadratkilometer. Der Verwaltungssitz (County Seat) ist Fredericktown.

## Geografie

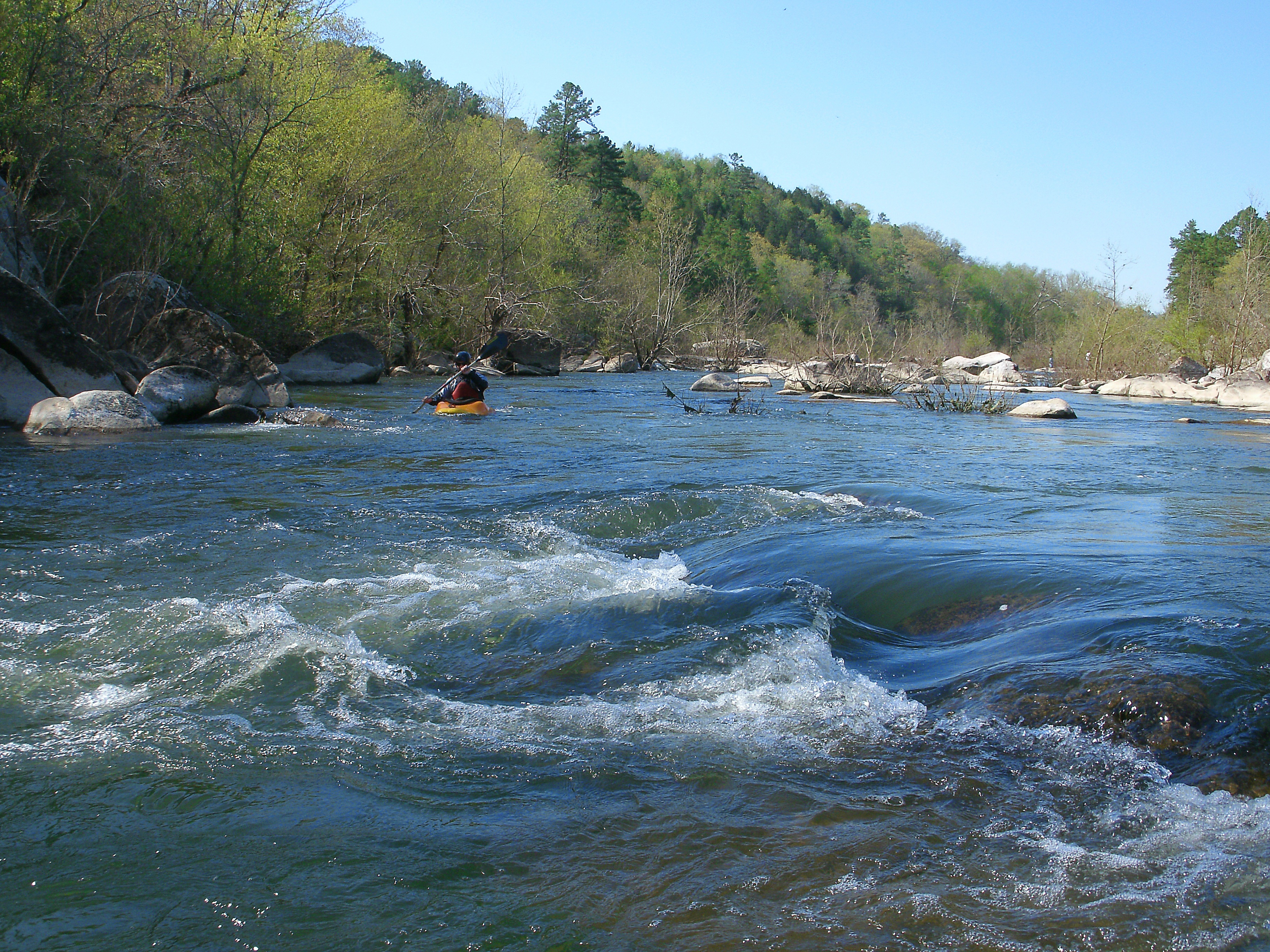
Der St. Francis River in der Silver Mines Recreation Area

Das County liegt im Südosten von Missouri in den Ozarks und wird vom St. Francis River durchflossen. Es ist etwa 50 km vom Mississippi River entfernt, der Grenze zu Illinois bildet. Das County hat eine Fläche von 1289 Quadratkilometern, wovon 2 Quadratkilometer Wasserfläche sind. An das Madison County grenzen folgende Nachbarcountys:
|             | St. Francois County | Perry County     |
| Iron County |                     | Bollinger County |
|             | Wayne County        |                  |

## Geschichte

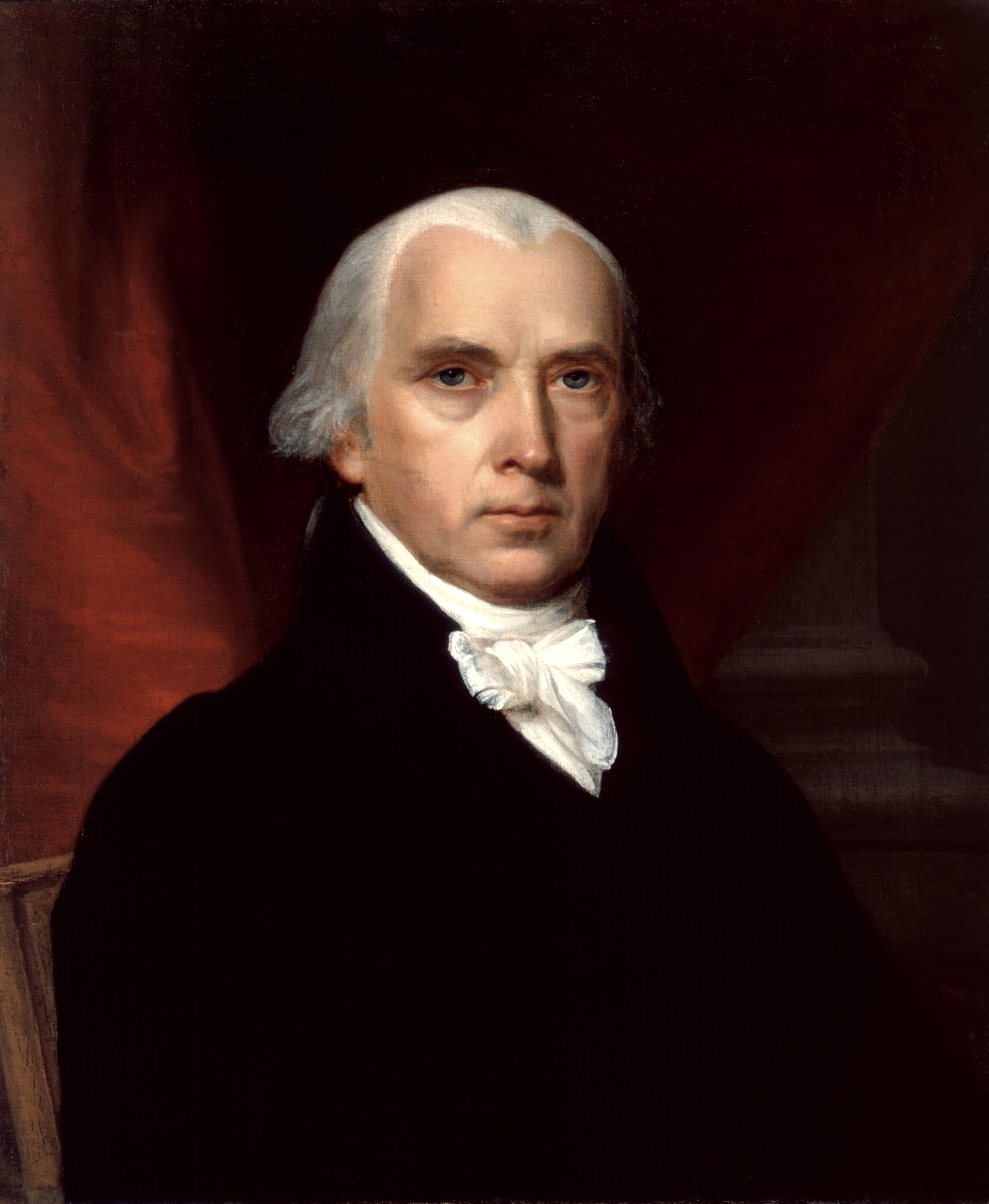
Madison

Das Madison County wurde 1818 gebildet. Benannt wurde es nach James Madison, dem vierten Präsidenten der Vereinigten Staaten.

## Demografische Daten
Nach der Volkszählung im Jahr 2010 lebten im Madison County 12.226 Menschen in 4757 Haushalten. Die Bevölkerungsdichte betrug 9,5 Einwohner pro Quadratkilometer. In den 4757 Haushalten lebten statistisch je 2,54 Personen.
Ethnisch betrachtet setzte sich die Bevölkerung zusammen aus 97,8 Prozent Weißen, 0,5 Prozent Afroamerikanern, 0,4 Prozent amerikanischen Ureinwohnern, 0,4 Prozent Asiaten sowie aus anderen ethnischen Gruppen; 1,9 Prozent stammten von zwei oder mehr Ethnien ab. Unabhängig von der ethnischen Zugehörigkeit waren 2,1 Prozent der Bevölkerung spanischer oder lateinamerikanischer Abstammung.
23,8 Prozent der Bevölkerung waren unter 18 Jahre alt, 58,8 Prozent waren zwischen 18 und 64 und 17,4 Prozent waren 65 Jahre oder älter. 50,9 Prozent der Bevölkerung war weiblich.

Das jährliche Durchschnittseinkommen eines Haushalts lag bei 33.456 USD. Das Pro-Kopf-Einkommen betrug 17.239 USD. 19,3 Prozent der Einwohner lebten unterhalb der Armutsgrenze.

## Ortschaften im Madison County
| Citys - Fredericktown - Marquand | Villages - Cobalt - Junction City |

Unincorporated Communities
| - Allbright - Beulah - Buckhorn - Catherine Place - Cherokee Pass | - Cobalt Village - Cornwall - Creek Nation - Faro - French Mills | - Hahns Mill - Higdon - Jewett - Klendike - Marsh Creek | - Millcreek - Mine La Motte - Oak Grove - Roselle - Saco | - Shelton Ford - Stringtown - Varsh Ford - Wide Ford - Zion |

## Gliederung
Das Madison County ist in zehn Townships eingeteilt:
| Township           | Einwohner (2010) | FIPS     |
| ------------------ | ---------------- | -------- |
| Big Creek Township | 211              | 29-05410 |
| Castor Township    | 1082             | 29-11962 |
| Central Township   | 487              | 29-12808 |
| Liberty Township   | 250              | 29-42212 |
| Marquand Township  | 764              | 29-46262 |

| Township               | Einwohner (2010) | FIPS     |
| ---------------------- | ---------------- | -------- |
| Mine La Motte Township | 843              | 29-48620 |
| Polk Township          | 920              | 29-58790 |
| St. Francois Township  | 264              | 29-64280 |
| St. Michael Township   | 7056             | 29-65072 |
| Twelvemile Township    | 349              | 29-74248 |